# Dębowa Łąka (gromada)
Dębowa Łąka (alt. Dębowałąka) – dawna gromada, czyli najmniejsza jednostka podziału terytorialnego Polskiej Rzeczypospolitej Ludowej w latach 1954–1972.
Gromady, z gromadzkimi radami narodowymi (GRN) jako organami władzy najniższego stopnia na wsi, funkcjonowały od reformy reorganizującej administrację wiejską przeprowadzonej jesienią 1954 do momentu ich zniesienia z dniem 1 stycznia 1973, tym samym wypierając organizację gminną w latach 1954–1972.
Gromadę Dębowa Łąka z siedzibą GRN w Dębowej Łące utworzono – jako jedną z 8759 gromad na obszarze Polski – w powiecie wąbrzeskim w woj. bydgoskim, na mocy uchwały nr 24/16 WRN w Bydgoszczy z dnia 5 października 1954. W skład jednostki weszły obszary dotychczasowych gromad Niedźwiedż, Dębowa Łąka (bez enklawy leśnej leżącej w dotychczasowej gromadzie Jaworze) i Łobdowo (bez majątku Feliksowo i bez obszaru po byłym majątku Karczewo) ze zniesionej gminy Dębowa Łąka w tymże powiecie. Dla gromady (zapisano Dębowałąka) ustalono 23 członków gromadzkiej rady narodowej.
31 grudnia 1959 do gromady Dębowa Łąka włączono obszar zniesionej gromady Osieczek w tymże powiecie.
Gromada przetrwała do końca 1972 roku, czyli do kolejnej reformy gminnej. 1 stycznia 1973 w powiecie wąbrzeskim reaktywowano gminę Dębowa Łąka.